# Daj mi dzień
Daj mi dzień – drugi album studyjny zespołu Wawele, nagrany w listopadzie 1976 roku w studiu Polskich Nagrań w Warszawie. Materiał pierwotnie ukazał się na płycie winylowej, zaś jego reedycja kompaktowa ukazała się w 2000 roku razem z debiutancką płytą, zatytułowaną Niebieskie dni (1974), wspólnym nakładem wydawnictw Polskie Nagrania „Muza” i Yesterday

## Lista utworów
Strona A
1. „Kacaraba” (muz. Jan Wojdak – sł. Tadeusz Śliwiak) – 02:40
2. „Trochę wiatru” (muz. Jan Wojdak, Karol Kadlec – sł. Tadeusz Śliwiak) – 02:47
3. „Daj mi dzień” (muz. Jan Wojdak – sł. Tadeusz Śliwiak) – 03:05
4. „Szalona Mary” (muz. Antoni Mleczko – sł. Michał Bobrowski) – 02:33
5. „Byle tylko mieć” (muz. Jan Wojdak – sł. Elżbieta Zechenter-Spławińska) – 03:25
6. „Ptakiem wyleci a kamieniem wraca” (muz. Jan Wojdak – sł. Elżbieta Zechenter-Spławińska) – 03:28

Strona B
1. „Johnny marzyciel” (muz. Jan Wojdak – sł. Krzysztof Logan) – 03:00
2. „Sady o świtaniu” (muz. Jan Wojdak – sł. Tadeusz Śliwiak) – 03:05
3. „W liściach snu” (muz. Jan Wojdak – sł. Ewa Lipska) – 04:24
4. „Przyjedź tu” (muz. Andrzej Zygierewicz, Jan Wojdak – sł. Ewa Lipska) – 02:40
5. „Nauczymy cię szczęścia” (muz. Jan Wojdak – sł. Elżbieta Zechenter-Spławińska) – 03:12
6. „Tamta noc” (muz. Andrzej Zygierewicz – sł. Jacek Podkomorzy) – 02:35

## Skład zespołu
- Jan Wojdak – kierownik muzyczny; śpiew, gitara, bandżo
- Marek Kulisiewicz – instrumenty perkusyjne, wokal wspierający
- Kazimierz Skowron – skrzypce, wokal wspierający
- Bogumił Dijuk – fortepian, wokal wspierający
- Bogusław Mietniowski – gitara basowa
- Ryszard Idzi – perkusja

## Muzycy doangażowani
- Zdzisław Gogulski – perkusja
- Ryszard Styła – gitara solowa

## Personel techniczny
- Jacek Złotkowski – reżyser nagrania
- Michał Gola – operator dźwięku

## Opracowanie
- Jan Wojdak i Andrzej Zygierewicz – aranżacje
- Juliusz Kulesza – projekt graficzny